# عليا من إثيوبيا
بدأت العليا اليهودية من إثيوبيا خلال منتصف سبعينيات القرن الماضي، حيث هاجر خلالها معظم يهود الفلاشا إلى إسرائيل.
| السنوات   | المهاجرون من مواليد إثيوبيا | إجمالي عدد المهاجرين إلى إسرائيل |
| --------- | --------------------------- | -------------------------------- |
| 1948–1951 | 10                          | 687,624                          |
| 1952–1960 | 59                          | 297,138                          |
| 1961–1971 | 98                          | 427,828                          |
| 1972–1979 | 306                         | 267,580                          |
| 1980–1989 | 16,965                      | 153,833                          |
| 1990–1999 | 39,651                      | 956,319                          |
| 2000–2004 | 14,859                      | 181,505                          |
| 2005      | 3,573                       | 21,180                           |
| 2006      | 3,595                       | 19,269                           |

## أهلية يهود إثيوبيا للهجرة إلى إسرائيل (عليا)
عام 1973، أعد وزير الهجرة والاستيعاب الإسرائيلي تقريراً شاملاً عن مجموعة الفلاشا العرقية (وهو الاسم الذي عرفت به الجالية اليهودية في إثيوبيا على مدار التاريخ). جاء في التقرير أن الفلاشا كانوا غرباء عن الأمة اليهودية في مختلف جوانب حياتهم. وخلص التقرير إلى أنه لم يكن هناك حاجة إلى اتخاذ إجراءات لمساعدة هذه الجماعة للهجرة إلى إسرائيل.
بعد فترة وجيزة من نشر تقرير وزارة استيعاب المهاجرين عام 1973، أصدر حاخام عوفاديا يوسف، الحاخامية الكبرى في إسرائيل مرسوماً يقضي بأن الفلاشا هي قبيلة سليلة إسرائيل. كما أقام أنه يتوجب توفير تعليم يهودي ملائم لهم ومنحهم الحق بالهجرة إلى إسرائيل. فحسب تعريفه، يعتبر هذا من التعاليم الربانية (ميتزفة).
من ناحية أخرى، قال شلومو غورين من الحاخامية الكبرى في إسرائيل أن إثيوبيي إسرائيل بيتا ليسوا من نسل سبط دان وقال بأن المجتمع غير الإسرائيلية استوعبتهم على مدى السنوات.
وانتهت قوانين حكم هالاخاه لعوفاديا يوسف بتطبيق قانون العودة (إسرائيل) على المجتمع، بغض النظر عما جاء في تقرير وزارة استيعاب المهاجرين وبغض النظر عن موقف رئيس الحاخامية الاشكنازية. وبهدف جلب مجتمع إسرائيل بيتا إلى إسرائيل، تأسس مكتب داخلي ضم ممثلين من وزارة الدفاع الإسرائيلية ووزارة الداخلية الإسرائيلية ووزارة استيعاب المهاجرين والوكالة اليهودية.
هذا وقد تفعل هذا القانون بعد انتخاب مناحم بيجن رئيساً للوزراء عام 1977.

## نزوح يهود الفلاشا (1979 - 1985)
نظراً لعدم وجود علاقات دبلوماسية كاملة بين إسرائيل وإثيوبيا، تواصل الموساد الإسرائيلي مع مسؤولين في السودان المتاخمة لإثيوبيا. سافر الآلاف من مجتمع بيتا إسرائيل (الفلاشا) من إثيوبيا سيراً على الأقدام إلى الحدود مع السودان، وانتظروا هناك في مخيمات مؤقتة حتى نُقلوا جواً إلى إسرائيل. بين عامي 1977 و 1984، نُقل هؤلاء المهاجرين من تلك المخيمات إلى إسرائيل بواسطة سفن وطائرات تابعة لسلاح البحرية الإسرائيلي.
حتى عملية موسى، قام 8000 يهودي برحلة محفوفة بالمخاطر إلى إسرائيل، هلك منهم نحو 4000 شخص من المرض والجوع.

### عملية موسى وعملية يوشع
بعد أن تبين أن من بقي من المهاجرين في المخيمات السودانية كانوا في خطر، تقرر مواصلة نقلهم إلى إسرائيل في عمليات مكثفة، عرفت باسم عملية موسى، نقل على إثرها نحو 8000 مهاجر باستخدام الطائرات الإسرائيلية. هذا وتعود أصول معظم المهاجرين الذين نقلوا في هذه العملية إلى منطقة غوندار.
انتهت العملية قبل أوانها، بعد تسرب أخبار صحفية في إسرائيل عن عليا الإثيوبية إلى إسرائيل عبر السودان. بعد تعرّض الصحافة لهذه العملية، تغير الوضع السياسي في المنطقة. فقد رُفضت الحكومة السودانية التي سمحت للفلاشا بالعبور إلى إسرائيل من خلال إراضيها، كما توترت العلاقات بين إسرائيل والسودان.
على الرغم من هذا، ثم تهجير العديد من الفلاشا إلى إسرائيل، منهم 1200 شخص نقلوا في عملية سبأ، و 800 شخص نقلوا في عملية جوشوا عام 1998، بمساعدة جورج بوش الأب الذي كان نائب رئيس الولايات المتحدة حينها.

## عملية سولومون

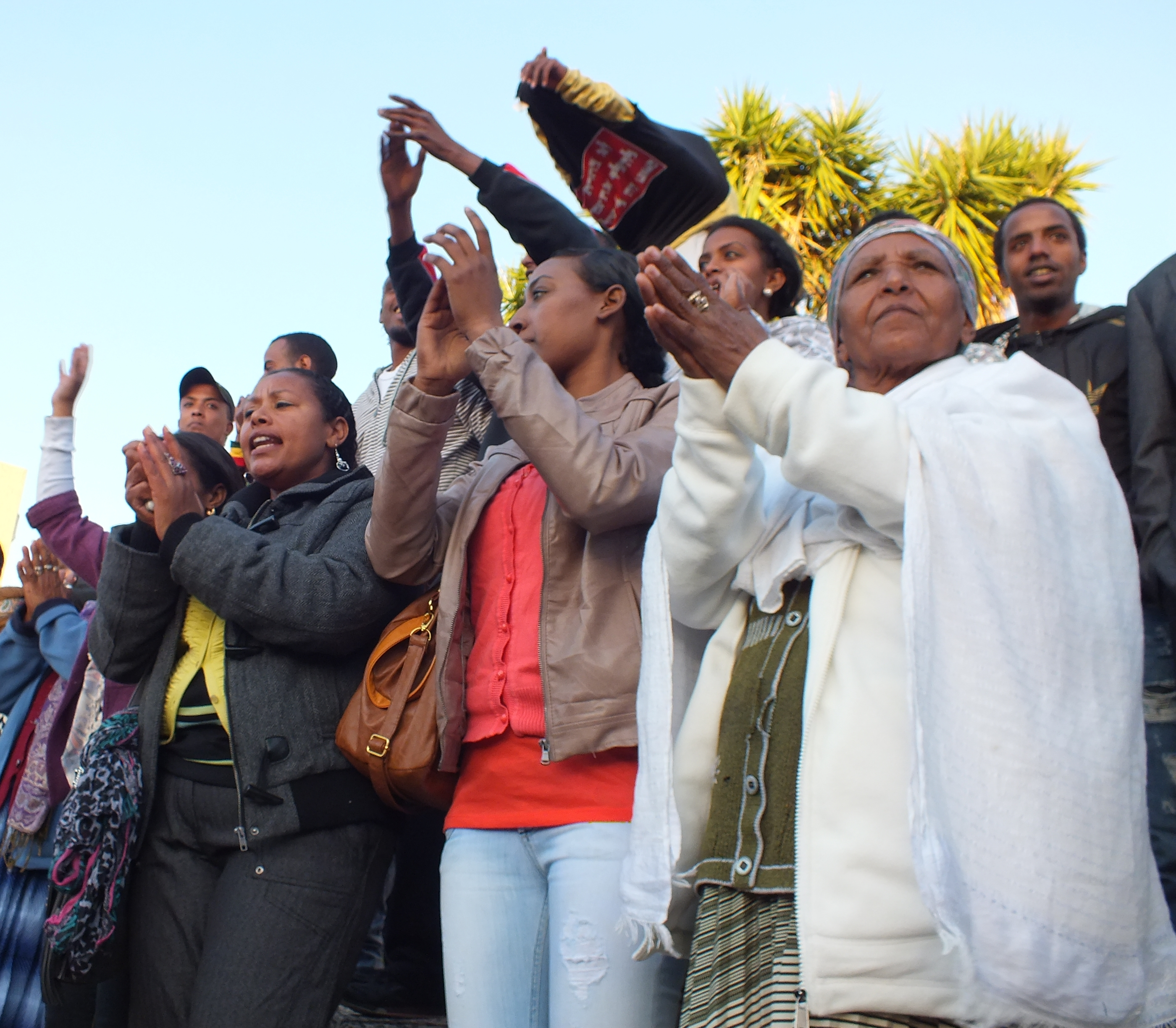
نساء في كريات مالاخي، 2012.

في بداية عام 1991، كانت دكتاتورية منغستو هيلا مريام في إثيوبيا على وشك الانهيار بسبب القوات المتمردة التي كانت تقترب من عاصمة إثيوبيا، أديس أبابا. في نهاية أيار (مايو) 1991، وقبل أيام من سقوط أديس أبابا بأيدي المتمردين، هرب منجستو من إثيوبيا، ولجأ إلى زيمبابوي. عقد اتفاق بين مسؤولين من حكومة منغستو وإسرائيل للسماح لبيتا إسرائيل بالهجرة إلى إسرائيل مقابل حصول عدد من المسؤولين على حوالي 35 مليون دولار أمريكي ومأوى في الولايات المتحدة.
ونتيجة لهذا الاتفاق، جرت «عملية سولومون» التي استقطب من خلالها حوالي 14,400 يهودي من الفلاشا إلى إسرائيل في غضون 34 ساعة في 24 أيار (مايو) 1991، نقلوا في حوالي 30 طائرة من طائرات القوات الجوية الإسرائيلية ولشركة إل عال.

## الفلاشا مورا
ثمة العديد من نسل يهود بيتا إسرائيل الإثيوبيين ممن تحول إجدادهم إلى المسيحية قد عادوا إلى اليهودية الأصولية. تعرف هذه الجماعة باسم فلاشا مورا. وقد سمح لهم بالدخول إلى إسرائيل على الرغم من أنهم ليسوا إسرائيليين. لذا حددت الحكومة حصصاً لهجرتهم لإسرائيل وحصولهم على المواطنة بناءً على على تحولهم من الإرثوذكسية إلى اليهودية الحديثة. وعلى الرغم من أنه لا أحد يعرف على وجه التحديد عدد الفلاشا مورا في إثيوبيا، إلا أن عددهم يتراوح بين 20000 - 26000 شخص. في الآونة الأخيرة لاحظ عدد من المراسلين والرحالة الذين ارتادوا مناطق نائية في إثيوبيا وجود قرى كاملة يدعي سكانها بأنهم من إسرائيل بيتا أو فلاشا مورا (إسرائيل بيتا الذين لا يزالون يمارسون الشعائر المسيحية. ويعارض الكاهن رافاييل هاداني قبول فلاشا مورا كيهود.

## تحديات الاندماج في إسرائيل
يتركز اليهود الإثيوبيون في مدن: بئر السبع، ديمونة، متسبيه رامون، أشدود، عسقلان، اللد، الرملة، أور یهودا، القدس، نتانيا، كريات مالاخي.
قدم بنك إسرائيل تقريراً عام 2006 كان مدعاة للقلق فيما يتعلق باستيعاب المجتمع اليهود الإثيوبيين في المجتمع الإسرائيلي:
- قدرت نسبة الفقر في أوساط الأسر الإثيوبية بنحو 51.7٪ مقارنة بـ 15.8٪ من إجمالي سكان إسرائيل.
- قدرت نسبة المشاركة في اقتصاديات العمل ب 65.7٪ من البالغين مقارنة بحوالي 82.5٪ من إجمالي سكان إسرائيل.
- ويقدر معدل البطالة بين الإثيوبيين بنحو 13.2٪ مقارنة بـ 7.4٪ من إجمالي سكان إسرائيل.
- ويقدر الدخل الشهري للفرد للإثيوبيين بنحو 1,994 شيكل إسرائيلي جديد مقارنة بنحو 3,947 شيكل إسرائيلي جديد لإجمالي السمام إسرائيل.
- يُقدّر عدد الطلاب من المهاجرين الإثيوبيين الذين مُنحوا شهادة القبول الجامعي «باغروت» بحوالي 44% مقارنة بحوالي 57% من باقي المجتمع الإسرائيلي. يحقق حوالي 34% فقط المتطلبات المطلوبة للتعليم العالي مقارنة بحوالي 83% من المجتمع الإسرائيلي.
- حوالي 21.7% من المهاجرين الإثيوبيين يحملون الشهادة الثانوية أو شهادة تعليم عالٍ، مقارنة بـ 49.2% من إجمالي المجتمع الإسرائيلي. حوالي 20.4% من المهاجرين الإثيوبيين متعلمون تعليماً أساسياً مقارنة بحوالي 0.9% من إجمالي المجتمع الإسرائيلي.
- في السنة الدراسية 2002-2003، كان معدل التهم الجنائية الموجهة ضد مهاجرين إثيوبيين ممن تتراوح أعمارهم بين 12 إلى 20 عامًا حوالي 4.6%، أي ضعف عدد التهم الجنائية الموجهة ضد أشخاص من نفس الفئة العمرية من باقي المجتمع الإسرائيلي.

## روابط خارجية
- الوكالة اليهودية الإسرائيلية عليا من جميع أنحاء العالم 1948.